# Wayne (Virginia Occidental)
Wayne es un pueblo ubicado en el condado de Wayne en el estado estadounidense de Virginia Occidental. En el Censo de 2010 tenía una población de 1413 habitantes y una densidad poblacional de 756,67 personas por km².

## Geografía
Wayne se encuentra ubicado en las coordenadas 38°13′30″N 82°26′29″O / 38.22500, -82.44139. Según la Oficina del Censo de los Estados Unidos, Wayne tiene una superficie total de 1.87 km², de la cual 1.87 km² corresponden a tierra firme y (0%) 0 km² es agua.

## Demografía
Según el censo de 2010, había 1413 personas residiendo en Wayne. La densidad de población era de 756,67 hab./km². De los 1413 habitantes, Wayne estaba compuesto por el 98.16% blancos, el 0.14% eran afroamericanos, el 0.35% eran amerindios, el 0.42% eran asiáticos, el 0% eran isleños del Pacífico, el 0.14% eran de otras razas y el 0.78% pertenecían a dos o más razas. Del total de la población el 0.35% eran hispanos o latinos de cualquier raza.